# Gorille enlevant une femme
Gorille enlevant une femme est un groupe sculpté en plâtre par Emmanuel Frémiet en 1887. Une première version intitulée Gorille enlevant une négresse (détruite en 1861) fit scandale au Salon de 1859, lié à la polémique autour de la théorie de l'évolution de Charles Darwin. La version de 1887 différente de la première fut récompensée d'une médaille d'honneur lors du Salon de la Société des artistes français de 1887. L'œuvre fut une des sources d'inspiration de King Kong. La sculpture originale en plâtre patiné est aujourd'hui conservée au Musée d'Arts de Nantes.

## Histoire
À la moitié du XIXe siècle, la bestialité, qui avait inspiré beaucoup d'artistes, tant écrivains que peintres et sculpteurs, fut revivifiée par les premières observations directes de gorilles par des Occidentaux. Emmanuel Fremiet, alors jeune sculpteur animalier, sculpta un groupe en plâtre intitulé Gorille enlevant une négresse (détruit en 1861) qui fit d'autant plus scandale au Salon de 1859 qu'il était contemporain de la polémique autour de la théorie de l'évolution de Charles Darwin. Refusé par le jury du salon de 1859 que ce sujet scabreux offensait, il fut tout de même exposé grâce au soutien dont bénéficiait Frémiet à la surintendance des Beaux-Arts, mais présenté dans une niche cachée par un rideau que seuls les hommes et les femmes mariées avaient licence de soulever. Dans le Petit journal pour rire, Nadar s'amusa : « Voici, Mesdames et Messieurs, le fameux gorille de M. Frémiet. Il emporte dans les bois une petite dame pour la manger. M. Frémiet n'ayant pas pu dire à quelle sauce, le jury a choisi ce prétexte pour refuser cette œuvre intéressante. » 

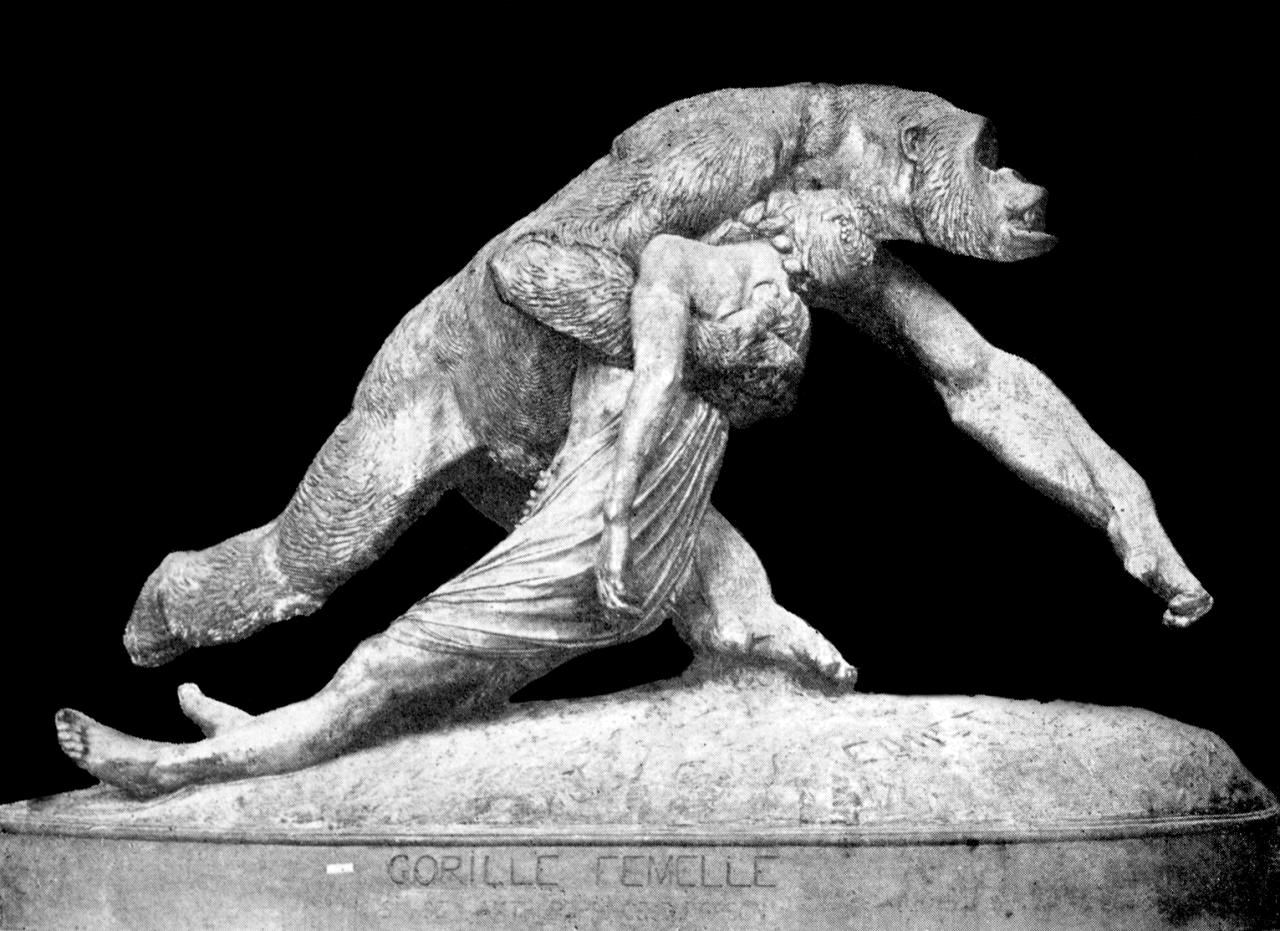
Gorille enlevant une négresse sculpture qui fit scandale au Salon de 1859. Une des rares photographies existantes de l'œuvre détruite en 1861 (extrait de l'ouvrage Fremiet collection Les Maîtres de l’art (1934).

Le journal Le Temps ayant relaté en 1880 que dans un village gabonais, un gorille égaré et furieux aurait enlevé et molesté une femme, Frémiet présenta une deuxième version de son Gorille enlevant une femme en 1887, de composition plus ramassée et impressionnante. Le bras de l'animal y est quasi masculin, la femme désormais nue n'est plus inerte, mais tente de repousser l'animal, renouvelant le thème du satyre et de la bacchante dont James Pradier avait exposé une célèbre version en 1834. La suggestion d'un viol bestial était manifeste. Le sculpteur s'en défendit avec malice en affirmant qu'il avait produit un gorille femelle, ce qu'un simple coup d'œil au plâtre dément. La charge érotique de cette sculpture alors célèbre fit scandale. On se formalisa de la lubricité et de la bestialité complaisamment exposées par cette œuvre. Le Gorille fut toutefois récompensé d'une médaille d'honneur lors du Salon de la Société des artistes français de 1887 et obtint le même succès à Munich en 1888. Il était prévu de le fondre en bronze afin de l'exposer au public parisien au Jardin des plantes, mais le Museum national d'histoire naturelle de Paris se rétracta par crainte de troubles à l'ordre public.
Il fut finalement fondu en 1899 pour être exposé sur la pelouse du Musée américain d'histoire naturelle de New York (aujourd'hui au parc Allerton dans l'Illinois). Le succès relatif de la vente de ses reproductions en statuettes l'installèrent sur les cheminées et les bureaux d'amateurs américains. En 1917, Harry Ryle Hopps en tira son affiche anti-allemande Destroy this mad brute dans ses bureaux de Los Angeles, non loin de Hollywood, seize ans avant la sortie du film King Kong. La célébrité de ce sujet avait inspiré aussi des romans-feuilletons, des caricatures et, plus tard, les réalisateurs Merian C. Cooper et Ernest B. Schoedsack, qui passèrent du documentaire animalier, dont ils étaient spécialistes dans les années 1930, à une œuvre de fiction,.